# Мази Торело
Мази Торело (итал. Masi Torello) је насеље у Италији у округу Ферара, региону Емилија-Ромања.
Према процени из 2011. у насељу је живело 1303 становника. Насеље се налази на надморској висини од 4 м.

## Становништво
| 1931. | 1936. | 1951. | 1961. | 1971. | 1981. | 1991. | 2001. | 2011. |
| ----- | ----- | ----- | ----- | ----- | ----- | ----- | ----- | ----- |
| 2.861 | 1.881 | 3.197 | 2.857 | 2.550 | 2.451 | 2.430 | 2.334 | 2.368 |

## Партнерски градови
- Чаково